# 伊加奈志神社
伊加奈志神社（いかなしじんじゃ）は愛媛県今治市五十嵐に鎮座する神社である。伊予国総社の論社。

## 祭神
- 五柱命（天地創造神）
- 五十日足彦命（いかたらしひこのみこと、垂仁天皇の皇子）
- 伊迦賀色許男命（いかがしこおのみこと）

この地に国造として派遣された物部氏の系統の一族が彼らの祖神とする伊迦賀色許男命を祀ったのが起源という説がある。鎮座地の「五十嵐（いかなし）」も「伊迦賀色許」がなまったものという説がある。

## 歴史
『延喜式神名帳』伊予国越智郡に記載された「伊加奈志神社」に比定される。古くから「総社明神」と呼ばれ、近くを流れる川は蒼社川（総社川）と呼ばれた。また鎮座地周辺は鴨部（かんべ、神戸）郷と呼ばれていた。
安政5年（1858年）に社殿が火災に遭い、古文書や宝物が焼失してしまったという。

## 境内
拝殿
本殿
摂社
- 山之神神社：祭神は大山積神。
- 大己貴神社：祭神は大穴牟遅神。
- 宗形神社 ：祭神は宗像三女神。

同じ山の南側にあたる山頂には、石清水八幡神社がある。

## 祭事
例祭日は10月10日である。毎年例祭日の3日後にくじ引きによって翌年までの祭祀を担当する連中（10戸単位の氏子の集まり）が決められ、その頭である当屋が主導する。例祭はかまど開きの後に餅をついて神前に供え、1週間後にかまどをしまう。
また八十八夜前後には神殿に籠り豊作を祈願する早苗祭が行われる。

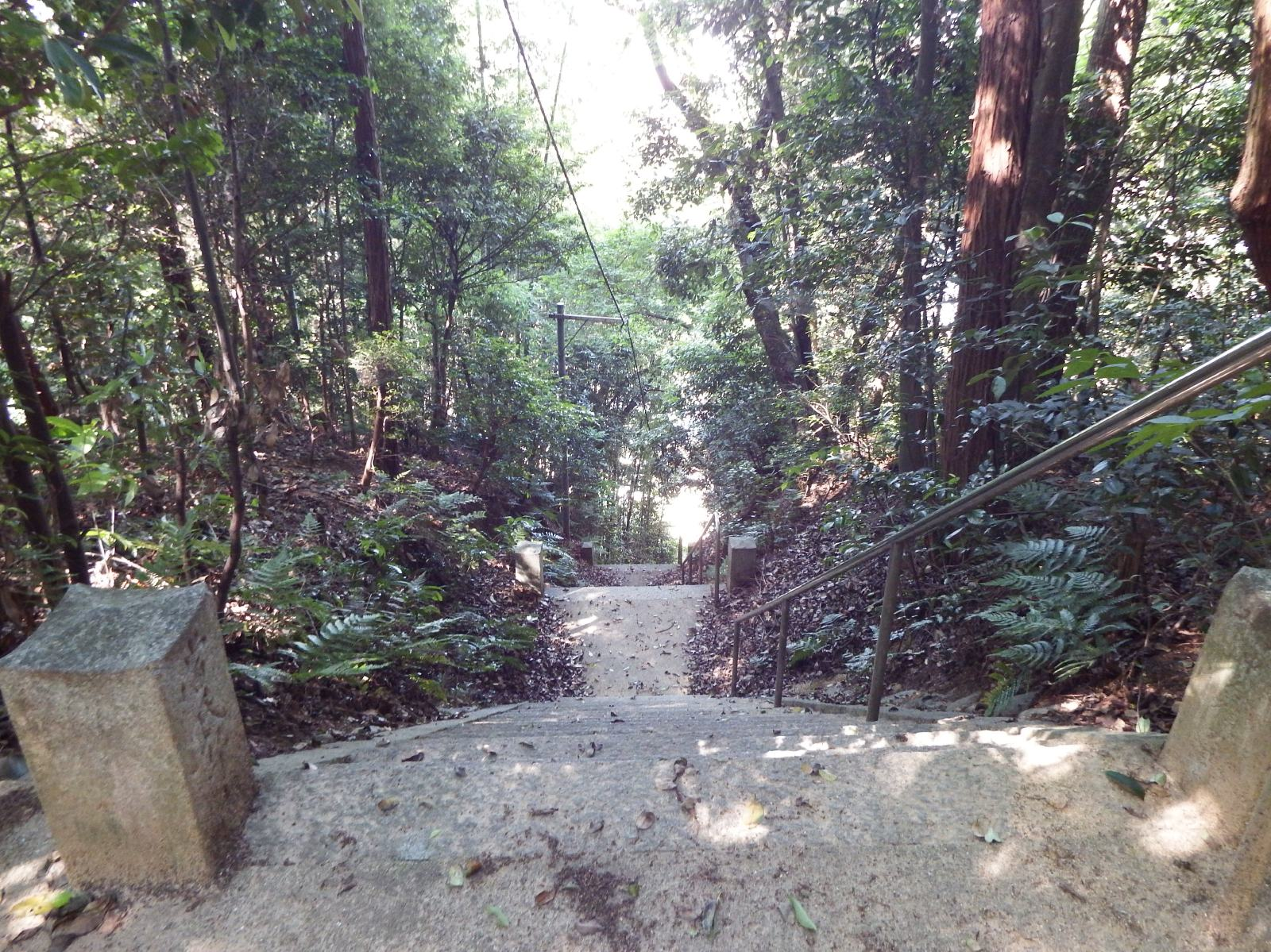
境内に至る石段
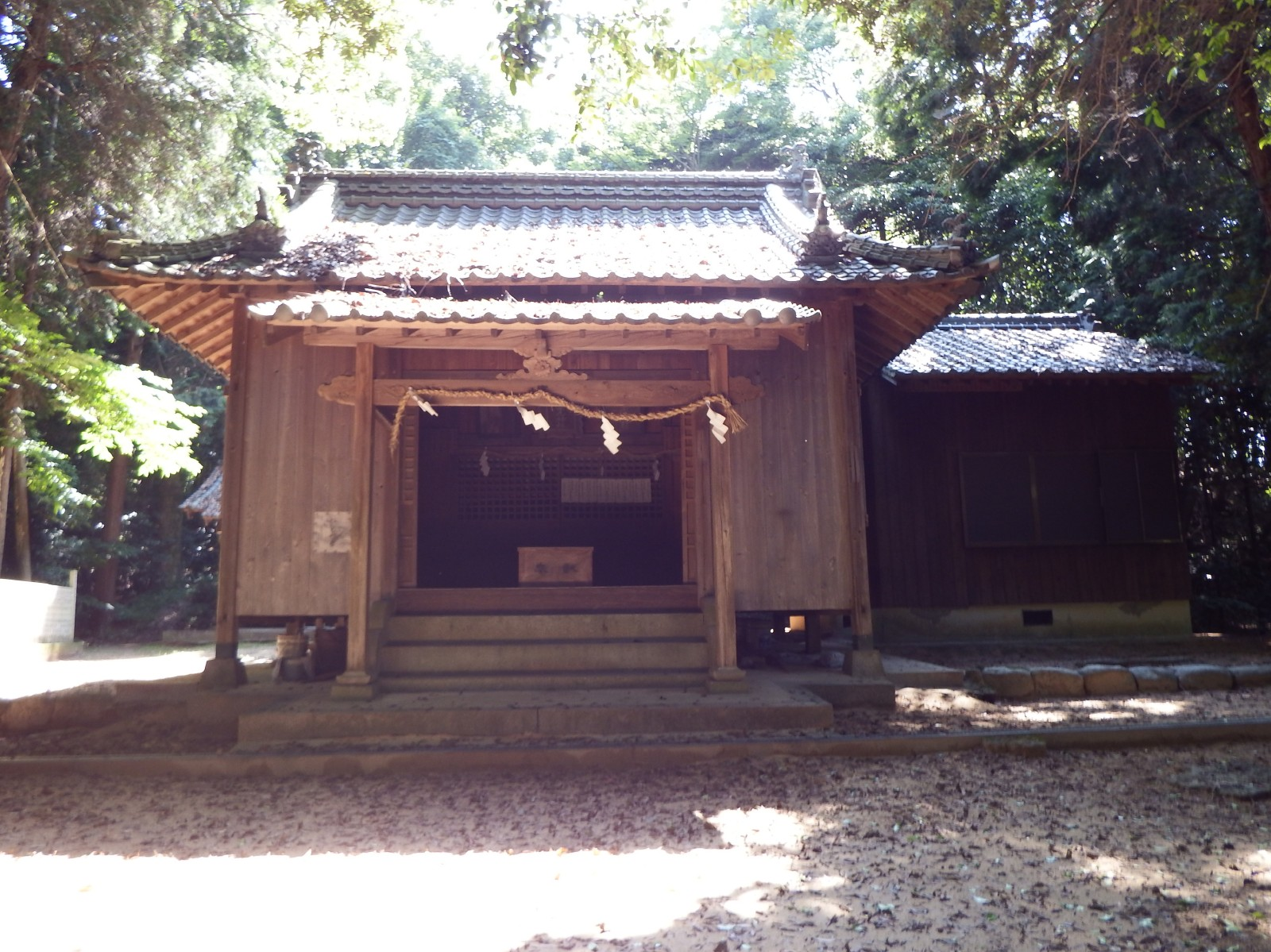
拝殿
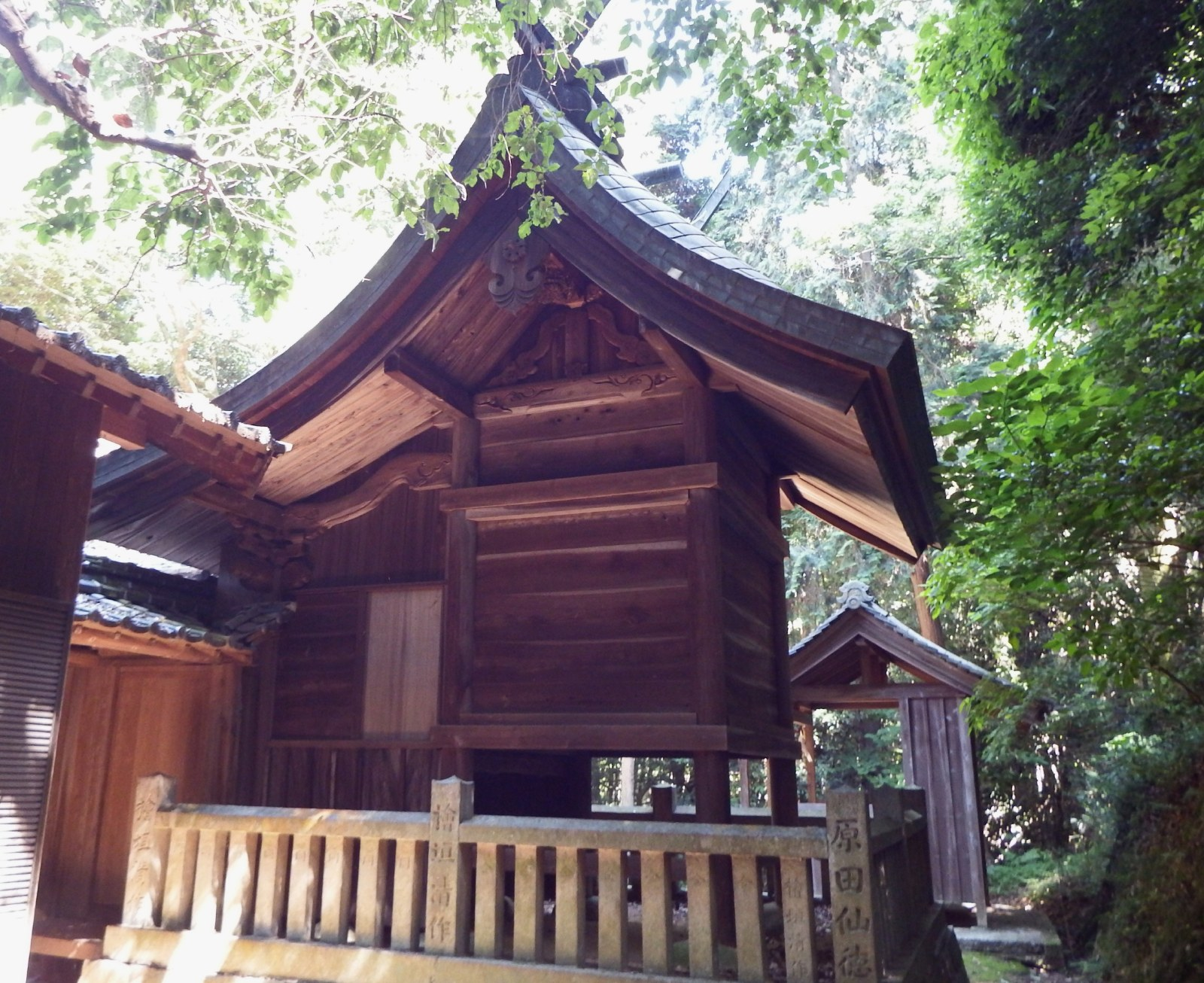
本殿
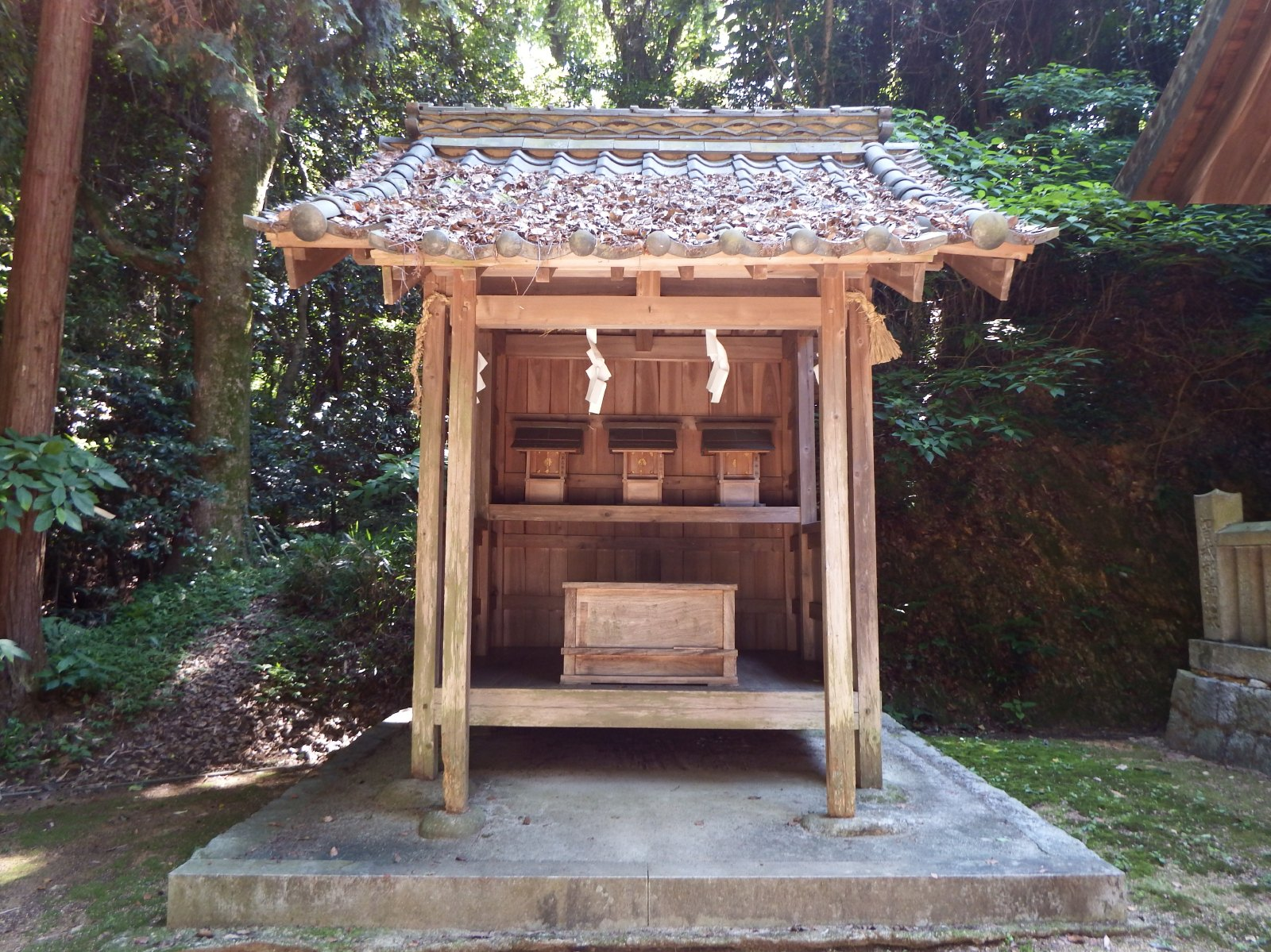
摂社